# Łukasz Garguła
Łukasz Garguła (nascut el 25 de febrer de 1981 en Żagań, Polònia) és un futbolista internacional polonès.